# 金明信
金 明信（キム・ミョンシン、韓国語：김명신、1993年11月29日 - ）は、大韓民国の大邱広域市出身のプロ野球選手（投手）。

## 経歴

### アマチュア時代
金明信は小学校4年生の時に野球を始めた。当時のポジションは内野手で、高校3年時に投手に転向。同年のリーグ戦で優秀選手賞を受賞した。
2013年に大学に進学し、国内の大学野球リーグを代表する先発投手に成長。
3年生時の2015年には国家代表として2015年夏季ユニバーシアードに出場。崔採興とともに先発陣の柱として活躍して銅メダル獲得に貢献した。さらに9月には2015年アジア野球選手権大会にも参加し、先発登板した3試合でいずれも無失点と好投。2勝で防御率0の活躍で16年ぶりとなる韓国の優勝の主役となった。
4年生時の2016年には、チームを3冠王に導いた3つの大会ですべてMVPに選ばれた。

### 斗山時代
2017年9月に契約金1億ウォン、年俸2700万ウォンの破格の条件で入団した。 
入団後すぐに朴治国とともにスプリングキャンプに参加。2人も新人投手がキャンプに参加したのは5年ぶりのことだった。
その後は朴治国、咸徳柱と先発ローテーション争いに加わるが、この時は開幕ローテを咸徳柱に譲りデビュー初試合となる2017年4月1日のハンファ・イーグルス戦は中継ぎとして登場した。
4月15日にデビュー初先発するが、数日後のネクセン・ヒーローズ戦で金旼成の打球を受けて離脱。
復帰後には2017年アジア野球大会にも同僚の咸徳柱、張勝賢、柳志赫とともに韓国代表として出場した。
翌2018年のスプリングキャンプでは肘を故障して手術を受けた。同年7月2日に社会服務要員として入隊。
2020年5月に除隊された。同年は16試合に出場。
2021年6月9日のロッテ・ジャイアンツ戦ではピンチを作った李炯範からの継投を受けて登板。1.1イニングを無失点に抑えてルーキーイヤー以来4年ぶりの白星を手に入れた。また同年10月29日の起亜タイガース戦でも同じく4年ぶりとなる通算3回目の先発登板に挑んだ。本人は2回で降板したもののリリーフ陣が打線の強力な援護に守られてチームは大勝。この勝利で斗山は同年のポストシーズン進出が確定した。

## プレースタイル・人物
直球の平均球速は139KM/Hで、最高球速は146KM/Hほど。さらに制球力も非常に良く、「右の柳熙寬」という異名をとる。 
その柳熙寬からは深く信頼されており、上述した負傷離脱時には「右の柳熙寬という別名を持っている(金)明信は個人的に愛着がわく後輩だった。」「私だけでなく、すべての選手が帽子に明信の背番号を刻んでいる。一日も早く快癒して帰ってきてほしい。」などと語られていた。 
スライダー、フォークボール、カットボール、チェンジアップなど多様な変化球を持っており、120KM後半-130KM序盤ほどの球速で形成されている。特にスライダーは大学時代からプロ級だという評価を受けていた。

## 詳細情報

### 年度別投手成績
| 年 度    | 球 団    | 登 板 | 先 発 | 完 投 | 完 封 | 無 四 球 | 勝 利 | 敗 戦 | セ 丨 ブ | ホ 丨 ル ド | 勝 率 | 打 者 | 投 球 回 | 被 安 打 | 被 本 塁 打 | 与 四 球 | 敬 遠 | 与 死 球 | 奪 三 振 | 暴 投 | ボ 丨 ク | 失 点 | 自 責 点 | 防 御 率 | W H I P |
| -------- | -------- | ----- | ----- | ----- | ----- | -------- | ----- | ----- | -------- | ----------- | ----- | ----- | -------- | -------- | ----------- | -------- | ----- | -------- | -------- | ----- | -------- | ----- | -------- | -------- | ------- |
| 2017     | 斗山     | 39    | 2     | 0     | 0     | 0        | 3     | 1     | 0        | 5           | .750  | 200   | 45.1     | 54       | 2           | 12       | 0     | 7        | 38       | 1     | 1        | 23    | 22       | 4.37     | 1.46    |
| 2020     | 斗山     | 16    | 0     | 0     | 0     | 0        | 0     | 1     | 0        | 0           | .000  | 72    | 15.1     | 20       | 3           | 4        | 0     | 3        | 11       | 0     | 0        | 6     | 6        | 3.52     | 1.57    |
| 2021     | 斗山     | 58    | 1     | 0     | 0     | 0        | 3     | 2     | 0        | 2           | .600  | 289   | 67.0     | 72       | 6           | 14       | 1     | 6        | 43       | 1     | 0        | 37    | 32       | 4.30     | 1.28    |
| 2022     | 斗山     | 68    | 0     | 0     | 0     | 0        | 3     | 3     | 0        | 10          | .500  | 333   | 79.2     | 75       | 5           | 25       | 0     | 3        | 61       | 4     | 0        | 33    | 32       | 3.62     | 1.26    |
| 2023     | 斗山     | 70    | 0     | 0     | 0     | 0        | 3     | 3     | 1        | 24          | .500  | 334   | 79.0     | 72       | 3           | 27       | 3     | 6        | 65       | 3     | 0        | 34    | 32       | 3.65     | 1.25    |
| 2024     | 斗山     | 35    | 0     | 0     | 0     | 0        | 2     | 1     | 0        | 4           | .667  | 168   | 32.2     | 63       | 8           | 8        | 0     | 2        | 25       | 1     | 0        | 34    | 34       | 9.37     | 2.17    |
| KBO：6年 | KBO：6年 | 286   | 3     | 0     | 0     | 0        | 14    | 11    | 1        | 45          | .560  | 1396  | 319.0    | 356      | 27          | 90       | 4     | 27       | 243      | 10    | 1        | 167   | 158      | 4.46     | 1.40    |

- 2024年度シーズン終了時

### 背番号
- 46 （2017年 - 2018年、2021年 - ）
- 112 （2020年途中 - 同年途中）
- 40 （2020年途中 - 同年終了）